# Lorenzo Amoruso
Lorenzo Pier Luigi Amoruso (ur. 28 czerwca 1971 w Bari) – włoski piłkarz występujący na pozycji obrońcy.

## Kariera klubowa
Karierę na poziomie seniorskim rozpoczął w 1988 roku w klubie AS Bari, grającym w Serie B. W 1989 roku uzyskał z tym klubem awans do włoskiej ekstraklasy. W sezonie 1991/92 przebywał na wypożyczeniu w AC Mantova (Serie C2), a w kolejnym w Vis Pesaro Calcio (Serie C1). W 1995 roku odszedł do ACF Fiorentina. Z tą drużyną zdobył w 1996 roku Puchar oraz Superpuchar Włoch. W sezonie 1996/97 Fiorentina występowała w Pucharze Zdobywców Pucharów, gdzie osiągnęła półfinał przegrywając w nim z późniejszym zwycięzcą rozgrywek – FC Barcelona.
29 maja 1997 Amoruso został piłkarzem Rangers FC, który zapłacił za niego 4 miliony funtów. Wraz z klubem trzykrotnie świętował zdobycie mistrzostwa Szkocji, Pucharu Szkocji oraz Pucharu Ligi Szkockiej. W 1998 roku za kadencji trenera Dicka Advocaata był kapitanem drużyny – pierwszym katolikiem w tej roli w historii klubu. W sezonie 2001/02 stracił miejsce w pierwszym składzie na rzecz Barry’ego Fergusona. W lipcu 2003 roku został zawodnikiem Blackburn Rovers. Jego debiut w zespole miał miejsce 16 sierpnia 2003 w meczu ligowym przeciwko Wolverhampton Wanderers, wygranym 5:1, w którym zdobył swoją pierwszą bramkę dla Blackburn. W latach 2003–2006 rozegrał dla tego klubu 18 ligowych spotkań, po czym zakończył grę w piłkę nożną. W lutym 2008 roku wznowił na krótki okres karierę, gdy podpisał kontrakt z klubem SS Cosmos (Campionato Sammarinese).

## Kariera reprezentacyjna
W latach 1989–1990 zanotował dwa występy w reprezentacji Włoch U-21.

## Sukcesy
AS Bari
- Puchar Mitropa: 1990

ACF Fiorentina
- Puchar Włoch: 1995/96
- Superpchar Włoch: 1996

Rangers FC
- mistrzostwo Szkocji: 1998/99, 1999/00, 2002/03
- Puchar Szkocji: 1998/99, 2001/02, 2002/03
- Puchar Ligi Szkockiej: 1998/99, 2001/02, 2002/03